# اوبه، افغانستان
اوبه (به لاتین: Obe) یک منطقهٔ مسکونی در افغانستان است که در ولسوالی اوبه واقع شده‌است. اوبه ۱٬۲۷۷ متر بالاتر از سطح دریا واقع شده‌است.
اوبه یکی از ولسوالی‌های (شهرستان‌های) ولایت هرات در غرب افغانستان است که در ۹۶ کیلومتری شرق شهر هرات واقع شده‌است. این ولسوالی مساحتی بالغ بر ۲٬۲۴۰ کیلومتر مربع دارد و ارتفاع مرکز آن از سطح دریا ۱٬۲۷۵ متر می‌باشد. اوبه از شمال با ولسوالی قادس ولایت بادغیس، از جنوب‌شرق با ولسوالی فرسی، از جنوب‌غرب با ولسوالی ادرسکن و از غرب با ولسوالی‌های کروخ و پشتون‌زرغون هم‌مرز است.

## تاریخچه
بر پایه برخی روایات تاریخی، اوبه پس از شهر فوشنج (پوشنگ) و پیش از شهر هرات بنیادگذاری شده‌است. روایت‌ها حاکی از آن است که گروهی از رعایای طهمورث دیوبند، از ظلم او گریخته و ابتدا در غور ساکن شدند و سپس به محل کنونی اوبه مهاجرت کردند و شهری آباد با عمارت‌های باشکوه ساختند. در پی اختلافات داخلی، گروهی از ساکنان اوبه به گواشان کوچ کرده و شهر هرات را آباد نمودند.
بر اساس روایت دیگری، اوبه در زمان سلطنت اسکندر مقدونی در سال ۳۳۰ پیش از میلاد بازسازی شده و به این نام موسوم گردیده‌است. گفته می‌شود که اسکندر دو اقامتگاه در منطقه داشت؛ یکی در محل کنونی شهر هرات و دیگری در اوبه. بر پایه روایت محلی، پس از بازگشت مأمور اسکندر از بازدید منطقه، او در پاسخ به سؤال اسکندر مبنی بر اینکه "این بهتر است یا آن"، پاسخ داد: «او به» (به معنای "آن بهتر است") و این نام برای منطقه تثبیت شد.
اما در فرهنگ‌های لغت، اوبه به معنای تپه و بلندی است و ممکن است وجه تسمیه آن، به این مفهوم بستگی داشته باشد. 

## جمعیت و زبان
براساس آمار تخمینی، جمعیت ولسوالی اوبه حدود ۱۵۰٬۰۰۰ نفر است که در ۲۵۰ قریه رسمی و غیررسمی سکونت دارند. زبان اصلی ساکنان، فارسی دری است و اکثریت آنان پیرو مذهب حنفی می‌باشند. اقلیتی از مردم نیز به زبان پشتو صحبت می‌کنند. لهجه فارسی مردم اوبه از ویژگی‌های زبانی اصیل برخوردار است.

### اقلیت‌های مذهبی و قومی
تا دهه‌های اخیر، گروه‌هایی از سیک‌ها، یهودیان و قزاق‌ها در اوبه زندگی می‌کردند. سیک‌ها بیشتر به حرفه طبابت مشغول بودند. یهودیان عمدتاً به کار تجارت اشتغال داشتند و قزاق‌ها تا دهه ۱۳۷۰ خورشیدی در این ولسوالی ساکن بودند. همچنین اقلیتی از شیعیان نیز در گذشته در این منطقه حضور داشتند که امروزه بیشتر به شهر هرات مهاجرت کرده‌اند.

## آب‌وهوا
آب‌وهوای ولسوالی اوبه در طول سال متغیر است؛ بهار معتدل و دلپذیر، تابستان نسبتاً گرم، پاییز نیمه‌سرد و زمستان سرد با بارش برف و باران و بادهای موسمی از شرق به غرب جریان دارد. در فصل تابستان بادهای ۱۲۰ روزه شمال به جنوب، گاه باعث آسیب به محصولات کشاورزی می‌شود.

## اقتصاد
حدود ۸۵ درصد جمعیت اوبه به کشاورزی و دامداری و ۱۵ درصد به کسب‌وکارهای کوچک اشتغال دارند. منابع درآمدی اصلی شامل محصولات کشاورزی، لبنیات، پشم، کرک، خشکبار و میوه‌جات است.

## جغرافیا
از مهم‌ترین دره‌های ولسوالی اوبه می‌توان به دره‌های چشمهٔ آب‌گرم اوبه، تگاه‌سنی، تگاه‌سور، ماهیچ، نیک و تگاب‌یاری اشاره کرد. همچنین، غار هفت‌گله از غارهای معروف این منطقه به شمار می‌رود.
چشمهٔ آب‌گرم اوبه یکی از جاذبه‌های طبیعی و گردشگری این ولسوالی است که در درهٔ کوه دیواندر در شمال منطقه واقع شده‌است. بنابر منابع محلی، در دورهٔ سلطان ابوسعید گورکانی، اتاقی در کنار این چشمه ساخته شد و در زمان سلطان حسین بایقرا نیز باغی زیبا و بنای بزرگ‌تری در پیرامون آن احداث گردید. در سال ۱۳۲۳ خورشیدی، اتاق‌های جدید حمام، یک هتل و چند کافه برای رفاه گردشگران در این محل ساخته شد. با این حال، در سال‌های اخیر ناامنی باعث تخریب و کاهش رونق این مکان تفریحی شده‌است.
کوه‌های سفیدکوه و سیاه‌کوه با امتداد ۷۰ کیلومتر و عرض تقریبی ۳۰ کیلومتر، در این ولسوالی واقع‌اند. گونه‌های طبیعی در این کوه‌ها شامل خنجک، کلپه، ارچه، چنار، زرشک، سیاه‌چو، انجیر و بید کوهی است. همچنین، سفیدکوه زیستگاه حیوانات وحشی و گونه‌های گیاهان دارویی مانند شیرین‌بویه (مخ)، زرشک، زیرهٔ سیاه، شیرهٔ کندل و سرش می‌باشد.
آب آشامیدنی ساکنان این ولسوالی از چشمه‌ها، کاریزها، چاه‌های عمیق و نیمه‌عمیق، و همچنین آب رودخانه‌ها تأمین می‌شود.

### کشاورزی
در این ولسوالی رودخانۀ خان‌کبگان و دریای هریرود جریان دارد که منطقه را به دو بخش شمالی و جنوبی تقسیم می‌کند. بیشتر زمین‌های کشاورزی از آب دریای هریرود بهره می‌گیرند.
اوبه دارای ۷۶٬۰۰۰ جریب زمین آبی، ۸۷٬۴۲۰ جریب زمین للمی، و حدود ۸٬۴۰۰ جریب باغ میوه‌ است. محصولات عمده این ولسوالی شامل گندم، برنج، جو، ماش، لوبیا، نخود، زعفران، خربزه، هندوانه، سبزیجات و میوه‌هایی مانند انگور، انار و چهارمغز می‌باشد. میوه‌هایی همچون انگور لعل، زرشک، سیب فلوری، بیهی ده‌گل و انار فشفر از محصولات با کیفیت اوبه محسوب می‌شوند.

## آموزش و پرورش
نخستین مکتب در ولسوالی اوبه در سال ۱۳۱۷ خورشیدی در مرکز آن تأسیس شد. در حال حاضر، این ولسوالی دارای ۱۱ لیسه، ۱۲ مکتب متوسطه، و مجموعاً ۳۳٬۵۹۳ شاگرد (۱۷٬۲۳۱ پسر و ۱۶٬۳۶۲ دختر) است. تعداد معلمان شاغل در این ولسوالی ۵۷۴ نفر است که شامل ۴۱۰ معلم مرد، ۹۳ معلم زن و ۷۱ معلم قراردادی می‌باشند.

## بهداشت
در مرکز ولسوالی یک کلینیک جامع وجود دارد که خدمات جراحی از جمله سزارین و آپاندیس را ارائه می‌دهد. همچنین یک کلینیک در جنوب دریا، یک پسته صحی در قریهٔ تگاب‌یاری و یک پسته صحی دیگر در جینوا فعالیت دارند.

## فرهنگ
در ولسوالی اوبه شوراها و نهادهای گوناگون اجتماعی فعال هستند، از جمله شورای اجتماعی، شورای انکشافی، شورای علما، شورای زنان، شورای دفاع از مکتب، شورای صحی، انجمن زعفران‌کاران، انجمن باغ‌داران، انجمن مالداران، انجمن کسبه‌کاران، کوپراتیف‌ها و انجمن ادبی.

### آثار تاریخی
شهر تاریخی اوبه در گذشته دارای قلعه‌ای محکم با حصار و برج‌های متعدد و دو دروازهٔ آهنین بوده‌است. یکی از این دروازه‌ها در شمال (دروازهٔ قندوران یا عیدگاه) و دیگری در جنوب (دروازهٔ هریرود) واقع بوده‌است.
در این شهر، مسجد جامعی وجود دارد که بنای فعلی آن بازسازی شده‌است. سنگ سیاهی در این مسجد وجود دارد که تاریخ ۸۳۲ هجری قمری و نام «حافظ اوبهی» بر آن نقش بسته‌است.
در مسیر اوبه به چشت‌شریف، خانه‌هایی در دل کوه به نام «خانهٔ دیوان» دیده می‌شود که شبیه غارهای بامیان بوده و محل عبادت راهبان بودایی دانسته می‌شود. این مکان به باور برخی، با واژهٔ «دیو» پیوند دارد که در فرهنگ زرتشتی برای بیگانگان استفاده می‌شده‌است.
از دیگر بناهای تاریخی می‌توان به حوض خشتی کوثر، مدرسه و مسجد جامع منطقهٔ فشفر، مهمانخانهٔ تاریخی گناباد اوبه، مسجد جامع بازار کهنه، خانقاه‌های متعدد و مزارات مختلف اشاره کرد.

### شخصیت‌های فرهنگی و علمی
اوبه خاستگاه شماری از شاعران و علمای برجسته بوده‌است. از میان آنان می‌توان به: ابومنصور اوبهی، عبدالعزیز اوبهی، ابوعطاء اسماعیل بن محمد هروی اوبهی، جلال‌الدین اوبهی، مولانا کامی اوبهی، مولانا صبحی هاشمی اوبهی، حافظ اوبهی، میر ابوسعید اوبهی، خواجه ابوبکر فانی اوبهی و دیگران اشاره کرد.
در میان شاعران و نویسندگان معاصر نیز نام‌هایی چون صلاح‌الدین قاضی‌زاده، ملا فیض‌محمد مسکین، فرید احمد حنیف، شفیق‌جان اوبه‌تبار، سید نعیم صارم، نبی‌جان عندلیب و سید شراف‌الدین آخندزاده به چشم می‌خورد.

### زیارتگاه‌ها
از مهم‌ترین زیارتگاه‌های اوبه می‌توان به مزار خواجه محمد قلاوز، خواجه محمد کامل (پدر ابراهیم امام و ابوالعباس سفاح)، میر ابوسعید اوبهی، سلطان اویس، خواجه محمد قدسی، میرحسن‌جان، خواجه شمس‌الدین مطهر، و دیگر مزارات تاریخی نام برد.

## موقعیت و اهمیت
اوبه یکی از ولسوالی‌های زراعتی و سرسبز ولایت هرات است که در فاصلهٔ حدود ۱۰۰ کیلومتری شرق شهر هرات و در ارتفاع ۱٬۲۷۷ متری از سطح دریا قرار دارد. این ولسوالی دارای منابع طبیعی غنی، باغ‌های انگور با کیفیت، و مناظر طبیعی زیبا است که آن را به مقصد گردشگری در فصل بهار تبدیل کرده‌اند.